# Missionnaires des Sacrés Cœurs de Jésus et de Marie de Majorque
Ne doit pas être confondu avec Missionnaires des Sacrés Cœurs de Jésus et de Marie ou Sœurs missionnaires des Sacrés Cœurs de Jésus et Marie de Majorque.
Les Missionnaires des Sacrés Cœurs de Jésus et de Marie (en latin Congregatio Missionariorum Sacrorum Cordium Iesu et Mariae) forment une congrégation cléricale de droit pontifical.

## Histoire
Aspirant à une vie solitaire et plus contemplative, le prêtre majorquin Joaquim Rossello (1833-1909) se retire à l'ermitage de Saint Honorat (ca), sur le mont Randa (ca) (Algaida). L'ermitage devint bientôt une maison pour les exercices spirituels du clergé et une petite communauté de prêtres se forme spontanément autour de Rossello.
La communauté se transforme en congrégation religieuse le 17 août 1890 sur proposition de Mgr Jacinto María Cervera y Cervera, évêque du diocèse de Majorque. Les constitutions élaborées par Rosselló sont approuvées le 19 mars 1891. L'institut reçoit le décret de louange le 6 mai 1932 ; il est définitivement approuvé par le Saint-Siège le 24 janvier 1949.
En 2005, la congrégation reçoit le prix Josep Maria Llompart décerné par l'Obra Cultural Balear (ca) pour son engagement constant envers le patrimoine et la culture majorquine, et particulièrement auprès du monastère de la Real (ca) et de ses environs.
Quatre religieux majorquins de cette congrégation, Simon Reynés Solivellas (1901-1936), Michel Pons Ramis (1907-1936) François Mayol Oliver (1871-1936), Paul Noguera Trías (1916-1936), martyrs de la guerre civile espagnole, sont béatifiés par le pape Benoît XVI le 28 octobre 2007.

## Activités et diffusion
Les religieux se consacrent à l'enseignement, au ministère paroissial, à la prédication des missions populaires et à l'organisation de retraites spirituelles.
Ils sont présents en : 
- Europe : Espagne, Italie.
- Amérique : Argentine, République Dominicaine, Porto Rico.
- Afrique : Cameroun, Rwanda.

La maison-mère est à Madrid. 
En 2011, la congrégation comptait 127 membres, dont 89 prêtres, dans 27 maisons.